# Acropentias
Acropentias é um gênero de mariposa pertencente à família Crambidae.